# Cultroribula brasilensis
Cultroribula brasilensis är en kvalsterart som beskrevs av Pérez-Íñigo och Baggio 1997. Cultroribula brasilensis ingår i släktet Cultroribula och familjen Astegistidae. Inga underarter finns listade i Catalogue of Life.